# Annika Kummer
Annika Kummer (* 8. August 1992 in Berlin) ist eine deutsche Volleyballspielerin.

## Karriere
Kummer begann ihre Karriere beim TSV Rudow 1888. Mit dem Verein spielte sie 2013/14 und 2014/15 in der Zweiten Bundesliga Nord. Danach wechselte sie innerhalb Berlins zum Köpenicker SC. Mit der zweiten Mannschaft des Vereins war sie 2015/16 und 2016/17 ebenfalls in der zweiten Liga aktiv. Eine weitere Zweitliga-Saison absolvierte sie 2017/18 beim Berlin Brandenburger Sportclub. Anschließend wurde sie vom deutschen Bundesligisten Rote Raben Vilsbiburg verpflichtet. Ihr Debüt in der Volleyball-Bundesliga gab sie am 10. November 2018 beim Saisonauftakt gegen die Ladies in Black Aachen. In der Saison 2018/19 erreichte sie durch den fünften Platz in der Hauptrunde die Play-offs. Dort unterlag die Mannschaft im Viertelfinale den viertplatzierten SC Potsdam in zwei Spielen. Nach nur einer Saison verließ Annika Kummer Vilsbiburg wieder und schloss sich erneut den BBSC Berlin an, mit dem sie in der 2. Volleyball-Bundesliga spielt.

## Privates
Annika Kummers Zwillingsschwester Katharina ist ebenfalls Volleyballspielerin, welche als Zuspielerin aktiv ist. Mit Ausnahme der Spielzeit 2018/19 haben die Zwillingsschwestern im Erwachsenenbereich immer beim selben Verein gespielt.